# Chadwicks (New York)
Chadwicks est une census-designated place du comté d'Oneida, dans l'État de New York, aux États-Unis,. En 2020, elle compte une population de 1 291 habitants.